# 17049 Miron
17049 Miron è un asteroide della fascia principale. Scoperto nel 1999, presenta un'orbita caratterizzata da un semiasse maggiore pari a 2,5338857 UA e da un'eccentricità di 0,0585401, inclinata di 5,33295° rispetto all'eclittica.